# Список вищих навчальних закладів Москви
Список вищих навчальних закладів Москви (за станом на липень 2011 року)
У Москві діють як державні, так і недержавні заклади вищої освіти. Перші поділяються на декілька груп: університети, академії, інститути, консерваторії, ЗВО Міноборони, МВС, МНС Росії і ФСБ Росії. В окрему підгрупу винесені філії вишів інших міст. За тим самим принципом складений список для недержавних установ: університети, академії, інститути, духовні заклади вищої освіти, а також філії. Усередині кожного розділу назви вишів розташовані за алфавітом.

## Державні ЗВО

### Університети
1. Всеросійський державний університет кінематографії імені Сергія Аполлінарійовича Герасимова
2. Державний університет гуманітарних наук
3. Державний університет із землеустрою
4. Державний університет управління
5. Московський державний університет імені Михайла Васильовича Ломоносова
6. Московський державний інститут електроніки і математики (технічний університет)
7. Московський авіаційний інститут (державний технічний університет)
8. Московський автомобільно-дорожній інститут (державний технічний університет)
9. Московський міський педагогічний університет
10. Московський державний агроінженерний університет імені Василя Прохоровича Горячкина
11. Російський державний геологорозвідувальний університет імені Серго Орджонікідзе
12. Московський державний гірничий університет
13. Московський державний індустріальний університет
14. Московський державний інститут міжнародних відносин (університет) Міністерства закордонних справ Російської Федерації
15. Московський державний інститут радіотехніки, електроніки та автоматики (технічний університет)
16. Московський державний інститут тонкої хімічної технології (технічний університет)
17. Московський державний лінгвістичний університет
18. Московський державний медико-стоматологічний університет
19. Московський державний відкритий університет
20. Московський міський психолого-педагогічний університет
21. Московський державний будівельний університет
22. Московський державний текстильний університет імені Олексія Миколайовича Косигіна
23. Московський державний технічний університет «МАМІ» (Московський автомеханічний інститут)
24. Московський державний технічний університет цивільної авіації
25. Московський державний технічний університет імені Миколи Ернестовича Баумана
26. Московський державний технологічний університет «Станкин»
27. Московський державний університет геодезії і картографії
28. Московський державний університет дизайну і технології
29. Московський державний університет інженерної екології
30. Московський державний університет культури і мистецтв
31. Московський державний університет лісу
32. Московський державний університет друку
33. Московський державний університет харчових виробництв
34. Московський державний університет приладобудування та інформатики
35. Московський державний університет природооблаштування
36. Московський державний університет шляхів сполучення
37. Московський державний університет технологій та управління
38. Московський державний університет економіки, статистики та інформатики
39. Московський педагогічний державний університет
40. Московський технічний університет зв'язку та інформатики
41. Московський фізико-технічний інститут (державний університет)
42. Московський енергетичний інститут (технічний університет)
43. Національний дослідний технологічний університет «МІСіС»
44. Національний дослідницький університет «Вища школа економіки»
45. Національний дослідницький університет «МІЕТ»
46. Національний дослідницький ядерний університет «МІФІ»
47. Перший московський державний медичний університет імені Івана Михайловича Сєченова
48. Російський економічний університет імені Георгія Валентиновича Плеханова
49. Російський державний геологорозвідувальний університет
50. Російський державний гуманітарний університет
51. Російський державний медичний університет
52. Російський державний відкритий технічний університет шляхів сполучення
53. Російський державний соціальний університет
54. Російський державний технологічний університет імені Костянтина Едуардовича Ціолковського
55. Російський державний торговельно-економічний університет
56. Російський державний університет інноваційних технологій і підприємництва
57. Російський державний університет нафти і газу
58. Російський державний університет фізичної культури, спорту і туризму
59. Російський державний університет туризму та сервісу
60. Російський університет дружби народів
61. Російський хіміко-технологічний університет імені Дмитра Івановича Менделєєва
62. Фінансовий університет при Уряді Російської Федерації

### Академії
1. Академія бюджету та казначейства Міністерства фінансів Російської Федерації
2. Академія праці і соціальних відносин (колишня Вища школа профспілкового руху ВЦРПС ім. Н. М. Шверника)
3. Всеросійська академія зовнішньої торгівлі
4. Всеросійська державна податкова академія
5. Державна академія слов'янської культури
6. Державна класична Академія імені Маймоніда
7. Московська державна академія ветеринарної медицини та біотехнології ім. К. І. Скрябіна
8. Московська державна академія водного транспорту
9. Московська державна академія ділового адміністрування
10. Московська державна академія хореографії
11. Московська державна юридична академія
12. Московська сільськогосподарська академія
13. Московська художньо-промислова академія ім. С. Г. Строганова
14. Московський архітектурний інститут (державна академія)
15. Російська академія правосуддя
16. Російська академія театрального мистецтва
17. Російська академія народного господарства та державної служби при Президенті Російської Федерації
18. Російська правова академія Міністерства юстиції Російської Федерації

### Інститути
1. Всеросійський заочний фінансово-економічний інститут
2. Вище театральне училище імені М. С. Щепкіна
3. Московський державний академічний художній інститут імені В. І. Сурикова
4. Московський державний інститут музики ім. А. Г. Шнітке
5. Державний інститут російської мови імені О. С. Пушкіна
6. Московський державний інститут міжнародних відносин
7. Державний музично-педагогічний інститут імені М. М. Іпполітова-Іванова
8. Театральний інститут імені Бориса Щукіна
9. Школа-студія МХАТ
10. Гуманітарний інститут телебачення і радіомовлення ім. М. Літовчіна

### Консерваторії та музичні ВНЗ
1. Академія хорового мистецтва імені А. В. Свєшнікова
2. Московська державна консерваторія імені П. І. Чайковського
3. Російська академія музики ім. Гнєсіних

### ВНЗМіноборони,МВС,МНС РосіїтаФСБ Росії
1. Академія зовнішньої розвідки
2. Академія державної протипожежної служби МНС Росії
3. Академія управління МВС Росії
4. Академія Федеральної служби безпеки Російської Федерації
5. Академія цивільного захисту МНС Росії
6. Військова академія Генерального штабу Збройних сил Російської Федерації
7. Військова академія РВСП імені Петра Великого
8. Військовий інститут (інженерних військ) Загальновійськовий академії Збройних Сил Російської Федерації

Військовий технічний університет
1. Військовий університет Міністерства оборони Російської Федерації
2. Військово-повітряна інженерна академія імені М. Є. Жуковського (ВВІА ім. Н. Є. Жуковського)
3. Військовий університет Міністерства оборони РФ
4. Загальновійськова академія Збройних Сил Російської Федерації

Московське вище військове командне училище
1. Московський військовий інститут радіоелектроніки Космічних військ — філія Військово-космічної академії імені А. Ф. Можайського
2. Московський військовий інститут Федеральної прикордонної служби Російської Федерації
3. Московський університет МВС Росії

### Філії
1. Московський кіновідеоінститут — філія Санкт-Петербурзького державного університету кіно і телебачення
2. Інститут сервісу — філія Російського державного університету туризму та сервісу
3. Інститут туризму і гостинності — філія Російського державного університету туризму та сервісу

## Недержавні ЗВО

### Університети
1. Московський гуманітарний університет
2. Православний Свято-Тихоновський гуманітарний університет
3. Російський новий університет

### Академії
1. Академія МНЕПУ (Міжнародний незалежний еколого-політологічний університет)
2. Російська міжнародна академія туризму (РМАТ)

### Інститути
1. Вища Школа Культурології
2. Гуманітарний інститут (Москва)
3. Євразійський відкритий інститут
4. Європейський Університет Права JUSTO
5. Інститут індустрії сервісу
6. Інститут відкритого бізнес-освіти та дизайну
7. Інститут психоаналізу
8. Інститут сучасного мистецтва
9. Інститут управління та інформатики
10. Інститут економіки і соціальних відносин
11. Московський банківський інститут
12. Московський інститут телебачення і радіомовлення
13. Московський інститут сучасного академічної освіти
14. Московський інститут економіки, менеджменту і права
15. Московський психолого-соціальний інститут
16. Російська економічна школа
17. Московський інститут енергобезпеки та енергозбереження
18. Московський інститут телебачення і радіомовлення "Останкіно"
19. Інститут філософії, теології та історії імені св. Фоми

### Духовні заклади вищої освіти
1. Біблійно-богословський інститут св. ап. Андрія
2. Московська Православна духовна академія та семінарія
3. Ніколо-Угрешского православна духовна семінарія
4. Загальноцерковна аспірантура і докторантура ім. свв. Кирила і Мефодія
5. Перервинскую православна духовна семінарія
6. Російський православний університет святого Іоанна Богослова
7. Свято-Филаретовський православно-християнський інститут
8. Стрітенська духовна семінарія
9. Старообрядницький богословський інститут (Москва)
10. Інститут вивчення юдаїзму «Біркат Іцхак»